# VASP-Flug 780
Der VASP-Flug 780 (Flugnummer: VP780) war ein Frachtflug der Fluggesellschaft Viação Aérea São Paulo vom Flughafen Rio Branco zum Flughafen Cruzeiro do Sul. Am 22. Juni 1992 wurde auf diesem Flug eine Boeing 737-2A1C mit dem Luftfahrzeugkennzeichen PP-SND in den Boden gelenkt, nachdem die Besatzung wiederholt durch einen Warnton für eine Feuerwarnung im Frachtabteil abgelenkt wurde. Bei dem Unfall kamen alle drei Insassen ums Leben.

## Flugzeug und Insassen
Bei dem verunglückten Flugzeug handelte es sich um eine Boeing 737-2A1C, die zum Zeitpunkt des Unfalls 16 Jahre und 6 Monate alt war. Die Maschine wurde im Werk von Boeing in Renton im Bundesstaat Washington montiert und absolvierte am 22. Dezember 1975 ihren Erstflug, ehe sie im Januar 1976 neu an die Viação Aérea São Paulo ausgeliefert wurde. Das Flugzeug trug die Werksnummer 21188, es handelte sich um die 444. Boeing 737 aus laufender Produktion. Die Maschine wurde mit dem Luftfahrzeugkennzeichen PP-SND zugelassen. Das zweistrahlige Schmalrumpfflugzeug war mit zwei Triebwerken des Typs Pratt & Whitney JT8D-17 ausgestattet.
An Bord befanden sich der Kapitän, der Erste Offizier und ein Lademeister.

## Unfallhergang
Der Flug von Rio Branco war bis zum Anflug auf Cruzeiro do Sul ohne besondere Vorkommnisse verlaufen. Die Besatzung hatte eine Freigabe zur Landung auf Bahn 10 erhalten. Während des Sinkfluges ertönte mehrfach 
und mit Unterbrechungen das Warnsignal einer Feuerwarnung für das Frachtabteil. Abgelenkt durch den Warnton lenkten die Piloten die Maschine gegen 6:05 Uhr Ortszeit in den Dschungel.